# Diversidad sexual en Seychelles
Las personas del colectivo LGBT+ en Seychelles se enfrentan a ciertos desafíos legales y sociales no experimentados por otros residentes. La homosexualidad es legal desde 2016, siendo con Belice y Nauru los tres países que despenalizaron los actos homosexuales durante ese año. 

## Legislación y derechos

### Despenalización de la homosexualidad
La Sección 151 del Código Penal de Seychelles decía: 

Cualquier persona que:

a) mantenga contacto carnal con cualquier persona en contra natura; o

*****

c) permita a un hombre tener actos carnales contra el orden natural

es culpable de una felonía, siendo responsable de sus actos debiendo cumplir hasta catorce años de prisión.

Bajo esta interpretación, la sodomía, entendida como el sexo entre hombres, era criminalizada y considerada como un delito «contra natura», aunque no estaban contemplados los actos sexuales entre mujeres, como tampoco en ninguna otra ley criminal.
En octubre de 2011, el gobierno seychelense manifestó su interés en derogar este artículo «tan pronto como el gobierno y la sociedad civil así lo quieran». Esto se concretó el 29 de febrero de 2016 con el envío al parlamento del proyecto de ley, el cual fue aprobado por el poder legislativo de Seychelles el 18 de mayo del mismo año. De esta manera, la legislación no sanciona los actos homosexuales consentidos, entre adultos y dentro del ámbito privado. Asimismo, Seychelles es un país firmante de la Declaración sobre orientación sexual e identidad de género de las Naciones Unidas.

### Reconocimiento de las parejas del mismo sexo
No existe ningún tipo de reconocimiento hacia las parejas formadas por personas del mismo sexo en forma de matrimonio o de unión civil en Seychelles, por ende, el estado seychelense tampoco reconoce a la familia homoparental. En Seychelles no estám prohibidas constitucionalmente las uniones civiles o el matrimonio entre personas del mismo sexo; sin embargo, es improbable que se apruebe un proyecto de ley en los próximos años que pueda permitir que las parejas del mismo sexo tengan el mismo derecho que las parejas heterosexuales a acceder a las uniones civiles o al matrimonio.

### Leyes y medidas antidiscriminación

#### Protección laboral
Desde el año 2006, el estado de Seychelles cuenta con medidas legales las cuales prohíben la discriminación por motivos de orientación sexual en el ámbito laboral. Sin embargo, las medidas legales existentes son limitadas, ya que solo prohíben el acoso que esté motivado por la orientación sexual en el ámbito laboral, y de igual forma, las medidas legales existentes no se extienden hasta la identidad y expresión de género.
Ley de Empleo: El artículo 2 de la Ley de Empleo (vigente desde 1995), fue enmendado en 2006 por la Ley No.4, la cual incluyó la definición de acoso como todo acto, discurso o gesto hostil de una persona hacia otra, incluyendo el acoso motivado por la orientación sexual. El artículo 46A(1) permite que los empleados puedan presentar quejas, mientras que el artículo 46B le prohíbe al empleador acosar a sus trabajadores.

#### Protección amplia
Seychelles no posee ningún tipo de legislación, norma, medida o artículo en el código penal que prohíba la discriminación por motivos de orientación sexual o identidad y expresión de género en áreas como en el acceso a los servicios de salud, la justicia, la vivienda, o el acceso a lugares y/o establecimientos tanto públicos o privados. Sin embargo, la Política y Estrategia Nacional de Lucha contra el Acoso Escolar para las Escuelas Primarias, Secundarias y Centros Profesionales (vigente desde 2018) incluye secciones específicas referidas al acoso escolar homofóbico.

### Leyes sobre crímenes de odio e incitación al odio
En la actualidad, el código penal seychelense no criminaliza de ninguna forma las amenazas, los crímenes de odio o la incitación al odio si estos fuesen motivados por la orientación sexual o la identidad y expresión de género, de igual forma, tampoco se criminaliza el discurso de odio.

## Condiciones sociales
Aunque históricamente la homosexualidad ha sido considerada como un tema tabú en la sociedad seychelense desde que se implantaron las leyes colonialistas británicas, no obstante y al igual que otros países de África, se han mostrado señales de apertura en el siglo XXI y especialmente luego de la despenalización de los actos homosexuales, abriéndose a la posibilidad de implementar ofertas para el turismo homosexual, donde el turismo representa la principal fuente de ingresos del país insular.